# Altarauszug

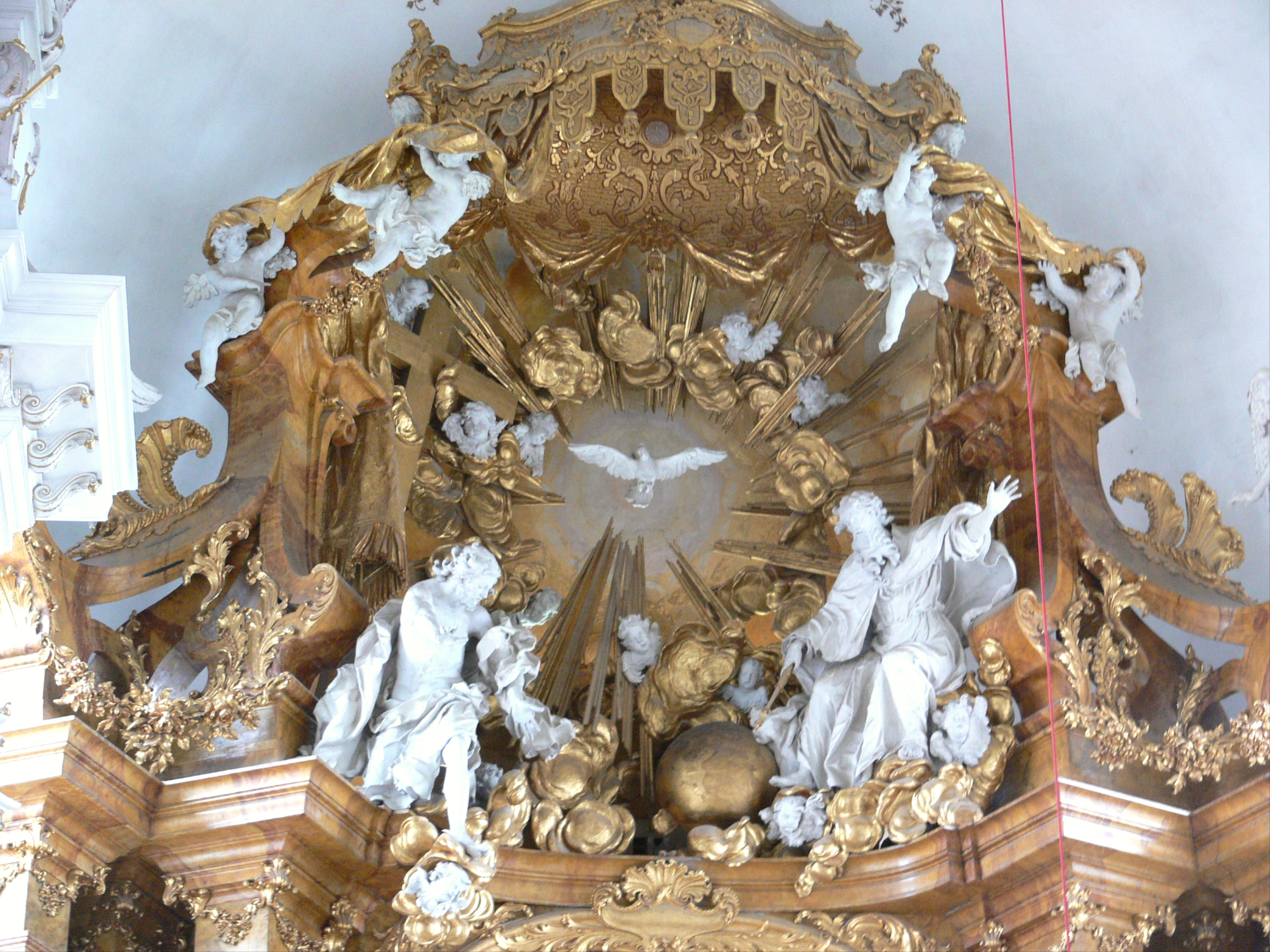
Marienmünster Dießen Hochaltarauszug mit der Dreifaltigkeit

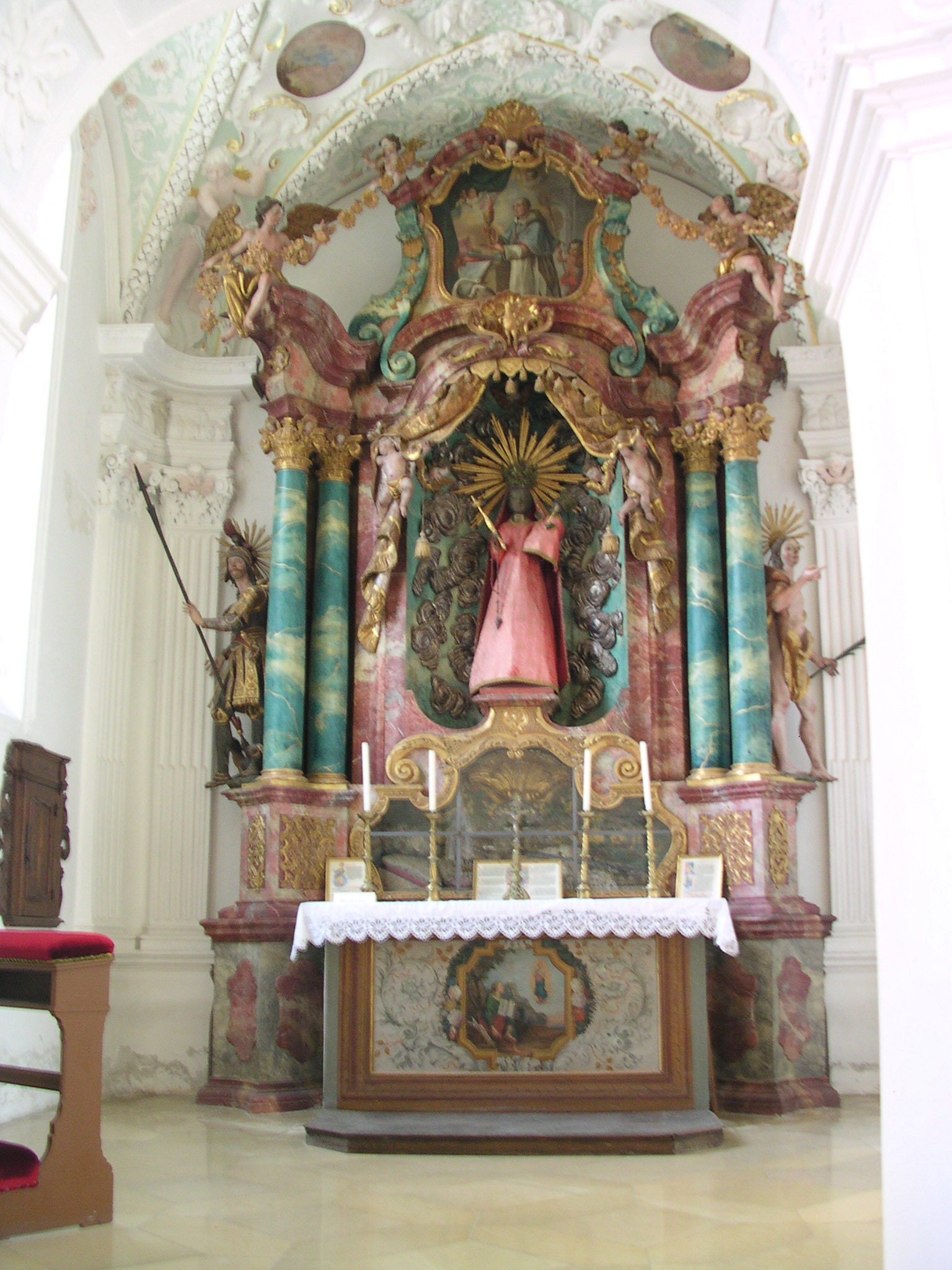
Altaraufbau in St. Maria in Buxheim. Der obere Teil ist der Altarauszug mit einem Auszugsbild

Der Altarauszug ist der obere Teil eines Altares.

## Beschaffenheit
Er bezeichnet den ornamentalen oder auch architektonischen Altaraufbau, die sogenannte Bekrönung des Altarretabels über dem eigentlichen Schrein und hat sich aus dem aufgesetzten Kruzifix oder der Kreuzigungsgruppe der Flügelaltäre entwickelt. Man findet ihn in besonders ausgeprägter Form ab Mitte des 15. Jahrhunderts, wobei sich regional (Schwaben, Bayern, Tirol etc.) verschiedene und zahlreiche Formen entwickelten. Als Beispiele seien die Altäre von Tilman Riemenschneider in Rothenburg (1505) und Veit Stoß in Krakau (1489) genannt. Im Barock befindet sich am Auszug häufig ein Gemälde, welches auch Auszugsbild genannt wird, oder eine Statue.